# Sarah Menezesová
Sarah Gabrielle Cabral de Menezes, (* 26. březen 1990 v Teresině, Brazílie) je brazilská zápasnice judistka, olympijská vítězka z roku 2012.

## Sportovní kariéra
Dívka z Piauí, jak ji titulují brazilská média, začala s bojovými uměními ve věku 9 let na předměstí Teresiny v Bela Vista. Základy juda/capoeiry dostala v rámci tělesné výchovy na základní škole. Na judo se zaměřila v 11 letech pod trenérem Falcãem, za kterým dojížděla do Teresiny. Od svých 16 let žije v São Paulu. V brazilské judistické reprezentaci se pohybuje od roku 2005. V roce 2008 byla nominována na olympijské hry v Pekingu na úkor Danielu Polzinové a vypadla hned v prvním kole. V roce 2012 se kvalifikovala na olympijských hrách v Londýně. Jako favoritka na jednu z medailí potvrdila postupem do finále výbornou formu. Každý zápas poctivě vybojovala na body, v žádném zápase hrubě nechybovala a zaslouženě získala zlatou olympijskou medaili. V roce 2016 startovala jako domácí reprezentantka na olympijských hrách v Riu, ale nedokázala zvládnout jako obhájkyně zlaté olympijské medaile tlak. V turnaji začala velmi dobře po vítězství nad ambiciózní Belgičankou Charline Van Snickovou, ale ve čtvrtfinále ji po celý zápas nepustila do úchopu Kubánka Dayaris Mestreová a prohrála na šido. V opravách neuspěla a obsadila 7. místo.

## Výsledky
| Olympijské hry          |    |     |   | úč. |    |    |    | 1. |    |     |     | 7. |  |  |  |  |  |  |  |  |  |  |  |  |  |
| Mistrovství světa       | —  |     | — |     | 5. | 3. | 3. |    | 3. | úč. | úč. |    |  |  |  |  |  |  |  |  |  |  |  |  |  |
| Panamerické hry         |    |     | — |     |    |    | 3. |    |    |     | —   |    |  |  |  |  |  |  |  |  |  |  |  |  |  |
| Panamerické mistrovství | 3. | —   | — | —   | 3. | 1. | —  | 2. | 1. | 2.  | 1.  | 1. |  |  |  |  |  |  |  |  |  |  |  |  |  |
| MS juniorů              |    | úč. |   | 1.  | 1. |    |    |    |    |     |     |    |  |  |  |  |  |  |  |  |  |  |  |  |  |